# Monzinger Halenberg
Der Halenberg ist eine Riesling-Weinbergslage an der Nahe.
Dies ist die kleinste Monzinger Lage, von der das Weingut Emrich-Schönleber mit 4 Hektar den Löwenanteil hält. Sie ist zu 100 % mit der Rebsorte Riesling bepflanzt.
Vor kalten Fallwinden geschützt, liegt der Steilhang in warmen aufsteigenden Luftströmen. Der Boden besteht aus einem Konglomerat aus blauem Schiefer, Quarzit und Kiesel, den Waderner Schichten. Er enthält kaum lehmige Anteile, ist leicht erwärmbar und neigt zu Sommertrockenheit, welche zu kleinbeerigen, aromareichen Trauben führt. Erst bei hoher Reife, wesentlich später als bei prallen Trauben, setzt unter diesen Umständen die Edelfäule ein. Auch die edelsüßen Weine sind deshalb von besonders klaren, feinen Fruchtnoten geprägt.
Der Halenberg ist eine Erste Lage des VDP.